# Kostel svaté Barbory (Zahrádky)
Kostel svaté Barbory u Zahrádek stojí zhruba na místě, kde stála již zaniklá středověká ves Mnichov s původním kostelem. Od dnešních Zahrádek na Českolipsku je vzdálen asi 1,5 km na jih. Barokní stavba je chráněnou kulturní památkou České republiky. Pod kostelem je rodová hrobka Kouniců.

## Historie

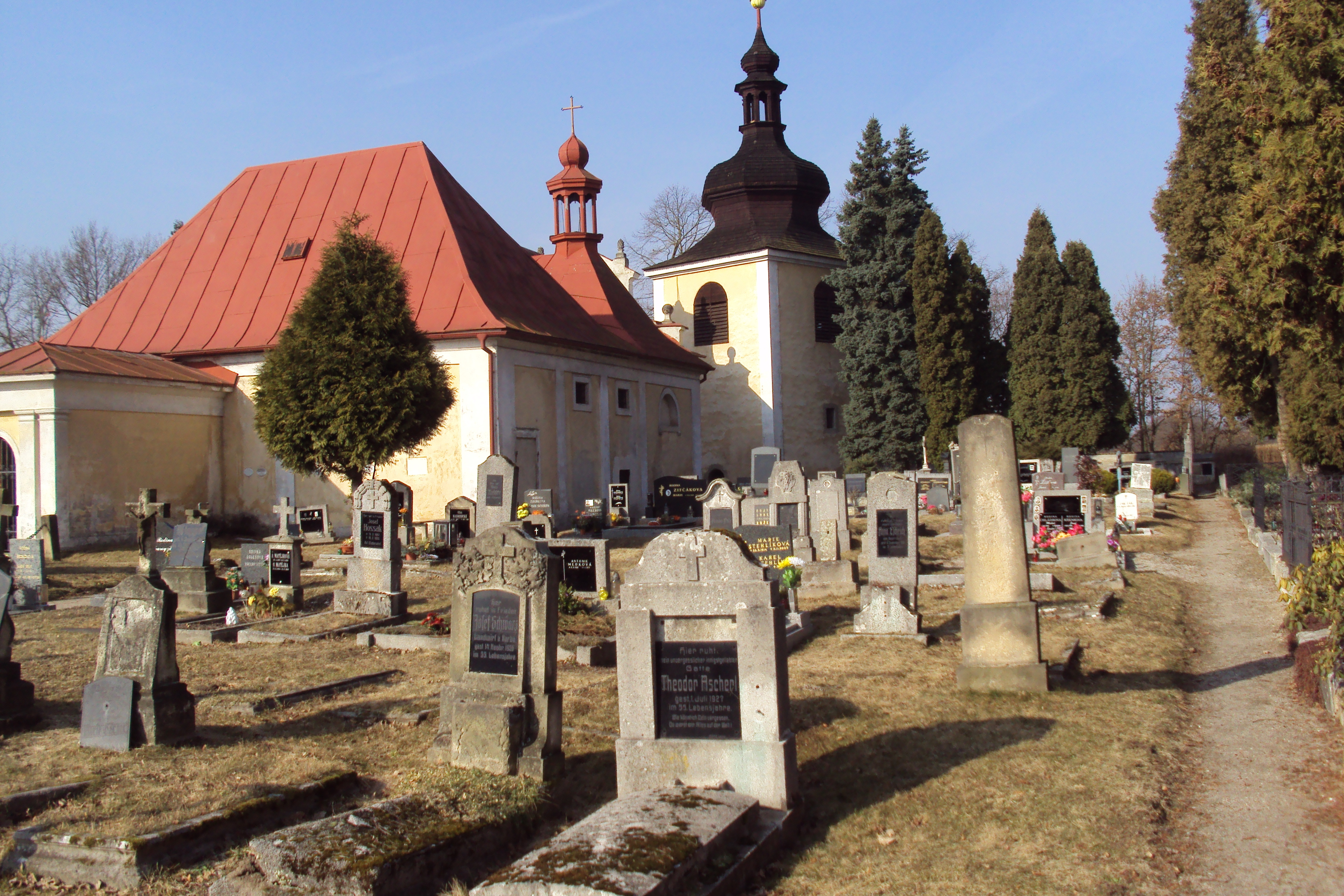
Areál hřbitova s kostelem a zvonicí

Nejstarší zprávou o existenci fary v Mnichově je zachovalý rejstřík papežských desátků z roku 1352.
Dnešní barokní stavba má renesanční původ, který je datován do roku 1550. V souvislosti se zachovalým letopočtem na zdi kolem areálu kostela, hřbitova a zvonice je však možný i rok výstavby 1582. Archeologický průzkum lokality provedený roku 1976 odhalil gotické základy zvonice z druhé poloviny 15. století a keramiku dosvědčující osídlení plošiny až z roku 1319. Je též známo, že pod kostelem se v letech 1584 až 1792 rozléval Mnichovský rybník. Část stavby kostela pochází z roku 1588, zbytek byl přestavěn.

## Dnešní stav

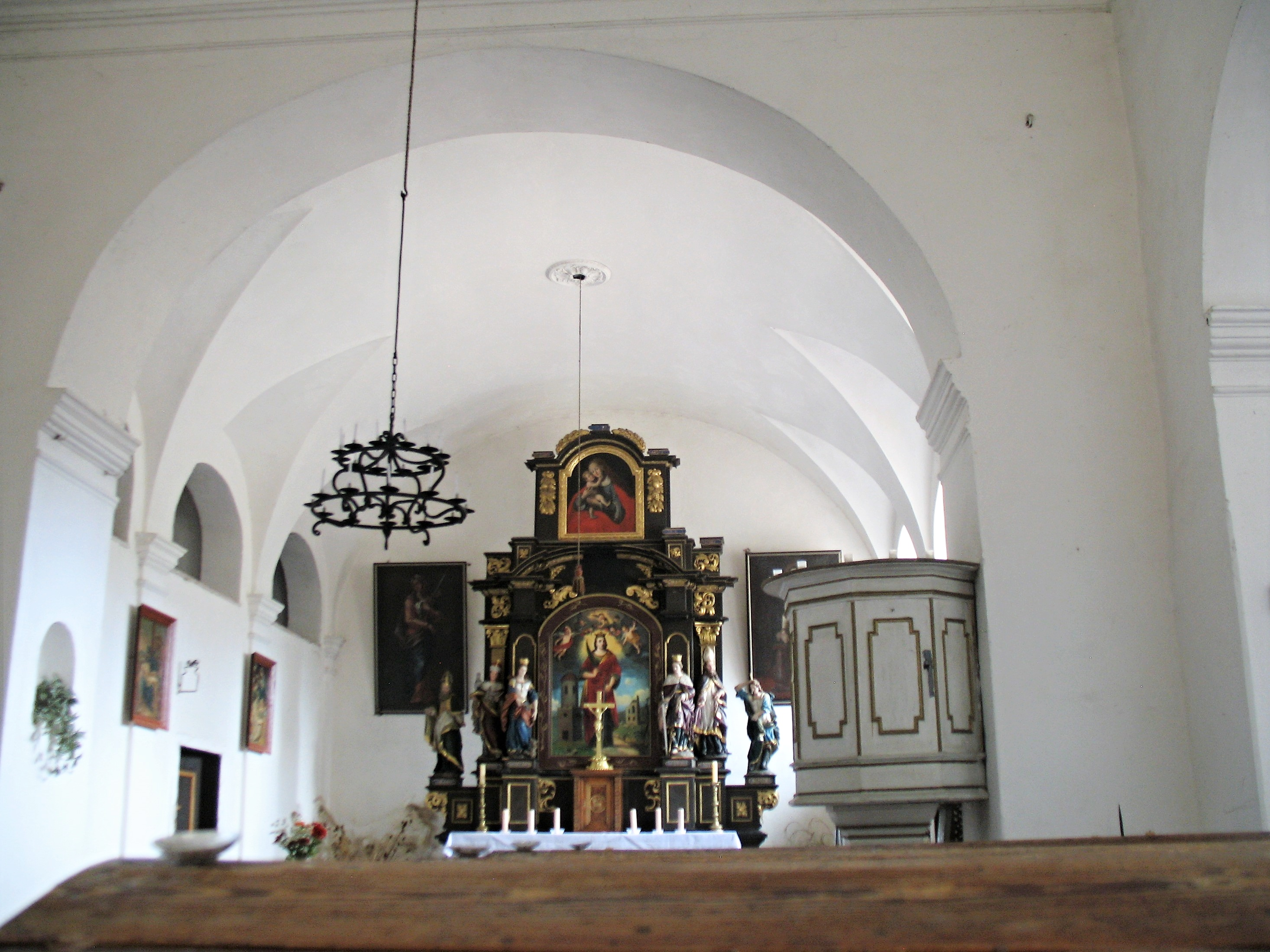
Presbytář kostela

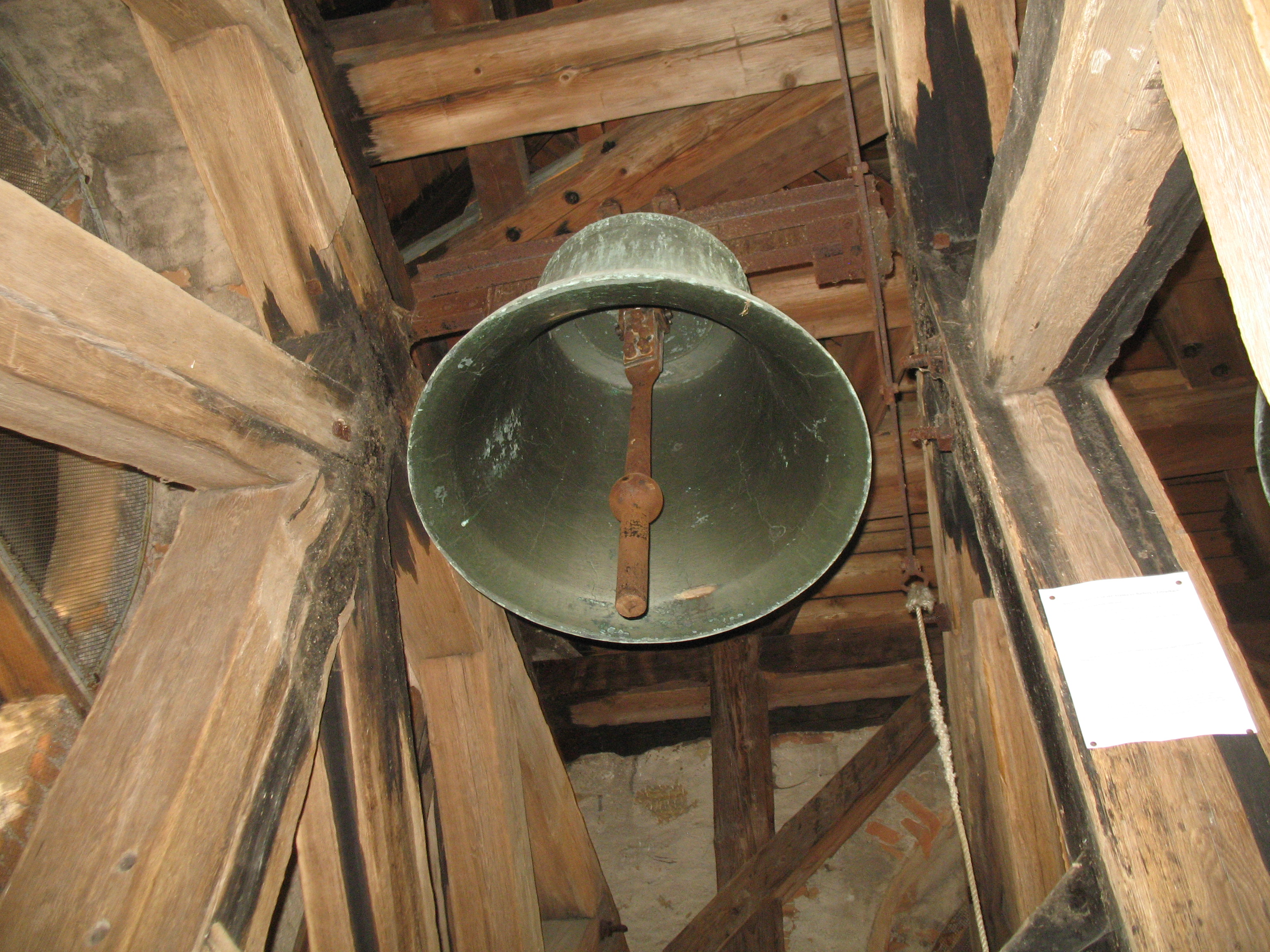
Zvon sv. Barbora

Areál kostela je od roku 1958 chráněnou kulturní památkou s číslem v rejstříku 45588/5-3406. Na parcelách 611, 612, 613 chráněné lokality je kostel, přilehlá zvonice, barokní schodiště, ohradní zeď, poškozené sochy svatého Judy Tadeáše a svatého Václava. Poblíž areálu je několik rekreačních stavení na místě zvaném Kostelní domky.
Vzhled areálu značně poškodil kamenolom otevřený roku 1840.
Vybavení kostela bylo z velké části po roce 1990 rozkradeno včetně původního obrazu svaté Barbory na oltáři. Zachovala se dřevěná kazatelna, rozměrná trojramenná kruchta, hlavní oltář.
Ze Zahrádek, od vyhořelého zámku ke kostelu vede červeně vyznačená turistická cesta (mezinárodní trasa E10), z větší části po silnici ze Zahrádek do obce Borek.
V kostele jsou slouženy mše svaté vždy v neděli od 9.30 hodin. V květnu 2014 byl kostel zapojen do Noci kostelů.
Duchovní správci kostela jsou uvedeni na stránce: Římskokatolická farnost Holany.

## Kostel ve filmu
Záběry z kostela sv. Barbory, přilehlého hřbitova a nejbližšího okolí byly použity ve filmu Hastrman, který podle stejnojmenné knihy Miloše Urbana v roce 2018 natočil jako svůj režijní debut Ondřej Havelka.